# Franz Ferdinand Michael Stickel
Franz Ferdinand Michael Stickel (* 17. März 1787 in Wetzlar; † 21. September 1848 in Wetzlar) war ein deutscher Jurist am Reichskammergericht und Rechtswissenschaftler.

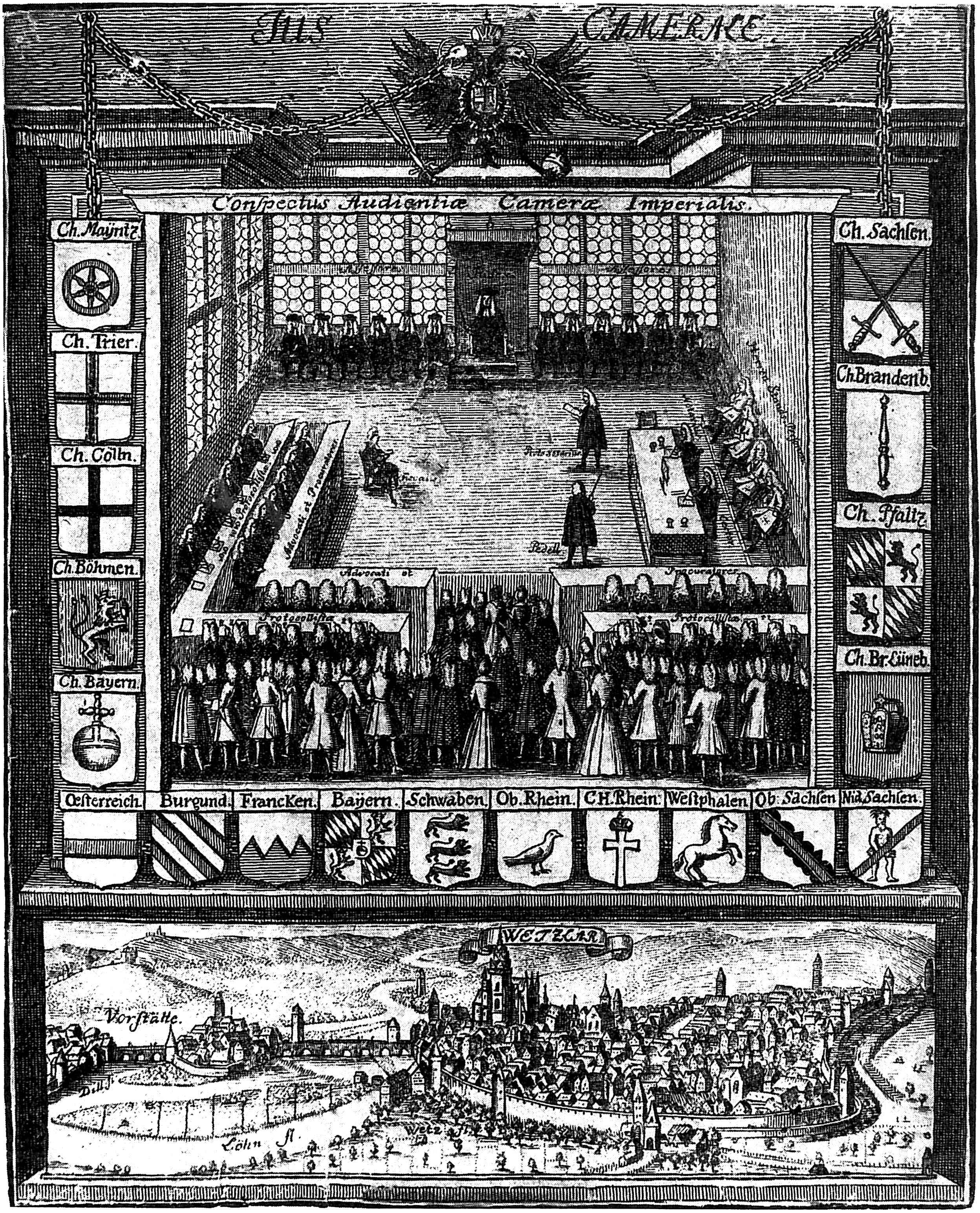
Audienz am Reichskammergericht in Wetzlar

Stickel wuchs als Sohn eines Kaufmanns in der freien Reichsstadt Wetzlar auf. Nach dem Studium der Rechtswissenschaften praktizierte er 1806 als Advokat am Reichskammergericht. Nach Auflösung des Reichskammergerichts beauftragte ihn der Landesherr der neu geschaffenen Grafschaft Wetzlar, Karl Theodor von Dalberg, mit der Konzeption und organisatorischen Vorbereitung einer neu zu gründenden Hochschule in Wetzlar. Diese sollte helfen, die wirtschaftlichen Folgen der Schließung des Gerichts abzumildern. Stickel schuf ein Hochschulmodell nach französischem Vorbild; bereits 1808 wurde die Rechtsschule Wetzlar eröffnet.
Im selben Jahr wurde Stickel zum ordentlichen Professor an der Rechtsschule Wetzlar berufen. Er erhielt einen der sechs Lehrstühle an der Rechtsschule und lehrte dort französisches Recht. Stickel galt als der eigentliche Kopf und geistige Vater der Wetzlarer Rechtsschule.
Nach der Auflösung der Rechtsschule 1816 wurde Stickel 1817 Professor an der Universität Gießen, 1820 auch Mitglied der Polizeideputation, bis er 1839 in Ruhestand ging.

## Publikationen
- Beitrag zu den Lehren von der Gewährleistung nach der Rechtsbeständigkeit der Handlungen eines Zwischenherrschers (1826)